# Setomima longispinosa
Setomima longispinosa är en tvåvingeart som beskrevs av Duckhouse 1987. Setomima longispinosa ingår i släktet Setomima och familjen fjärilsmyggor. Inga underarter finns listade i Catalogue of Life.